# لئون ون در توره
لئونارد (لئون) ون در توره (به هلندی: Leendert (Leon)van der Torre) (زادهٔ ۱۸ مارس ۱۹۶۸ میلادی در شهر رتردام)، پروفسور علوم کامپیوتر در دانشگاه لوکزامبورگ، مدیر گروه استدلال فردی و جمعی (IC) و عضو واحد علوم و تحقیقات (CSC) ارتباطات است. وی پژوهشگری پُرکار در زمینهٔ منطق تکلیفی و سامانه چندعامله، یکی از اعضای کمیته مشورتی اخلاقی دانشگاه لوکزامبورگ و بنیانگذار  آزمایشگاه تحقیقاتی CSC رباتیک  در دانشگاه لوکزامبورگ است.